# Habrocestum albimanum
Habrocestum albimanum là một loài nhện trong họ Salticidae.
Loài này thuộc chi Habrocestum. Habrocestum albimanum được Eugène Simon miêu tả năm 1901.